# L'Hermitage-Lorge
Pour les articles homonymes, voir L'Hermitage (homonymie).
L'Hermitage-Lorge [lɛʁmitaʒ lɔʁʒ] est une ancienne commune française située dans le département des Côtes-d'Armor en région Bretagne, devenue, le 1er janvier 2016, une commune déléguée de la commune nouvelle de Plœuc-L'Hermitage.

## Géographie

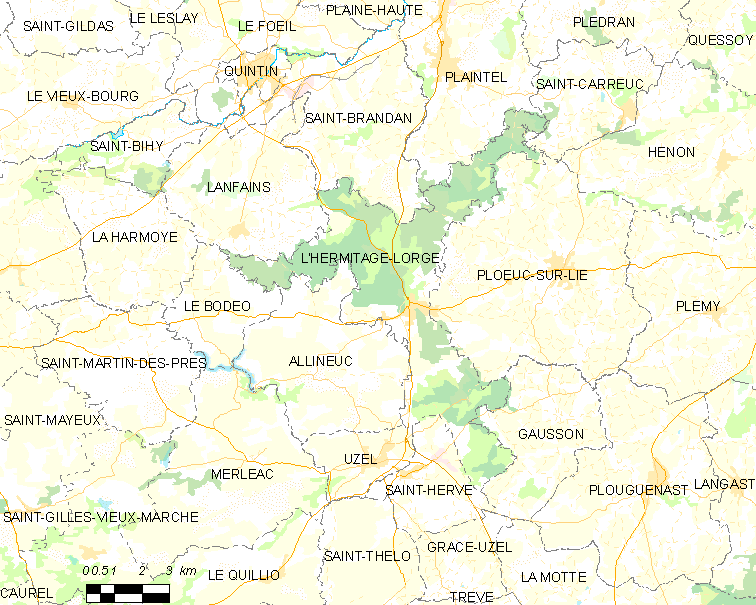
Carte de l'ancienne commune de L'Hermitage-Lorge.

## Toponymie
Le nom de la localité est attesté sous la forme L'Ermitage en 1446.
C'est en 1878 que la commune prend officiellement le nom de L’Hermitage-Lorge par décret officiel du 25 mars 1878.
L’Hermitage-Lorge tire son nom du château du comte de Lorges.

## Histoire

### LeXIXesiècle
François Baron du Taya, régisseur des terres de Lorge, se lança dans une œuvre de rénovation et de modernisation de l'agriculture, prônant la suppression de la jachère, la fertilisation des sols, l'assolement, l'amélioration de l'élevage, etc.. Il créa en 1821 le Comice agricole du canton de Plœuc, le premier à être créé en Bretagne.
Le déclin de l'activité textile provoqua misère et émigration. Ce cycle de la misère commence en 1779 et s'est prolongé pendant plus de 80 ans, au fur et à mesure du dépérissement de l'activité textile. La région des manufactures des toiles « Bretagnes » connaît son pic démographique dans la décennie 1830 et a ensuite perdu de 50 à 60 % de sa population en un siècle.
En 1841, on recense 389 indigents et 37 mendiants dans la commune de L'Hermitage qui a alors 1 190 habitants.
Le comte de Choiseul, héritier des terres de Lorge en 1781, fit construire un haut-fourneau au Pas de Lanfains en 1827, afin d'exploiter le minerai de fer local. La famille Allenou le racheta en 1837. L'usine survécut jusque dans la décennie 1880, transformée en simple fonderie et employant une trentaine d'ouvriers fondeurs, mais procurant en tout de 300 à 400 emplois en comptant les mineurs, les bûcherons, les charbonniers, les transporteurs, etc..

### LeXXesiècle

#### Les guerres duXXesiècle
Le monument aux morts porte les noms de 64 soldats morts pour la Patrie :
- 56 sont morts durant la Première Guerre mondiale ;
- 7 sont morts durant la Seconde Guerre mondiale ;
- 1 est mort durant la guerre d'Algérie.

L'Hermitage est un site qui abrita des activités de résistance pendant la Seconde Guerre mondiale.
La forêt de Lorge fut pendant l'Occupation un centre de rassemblement pour les résistants et de caches d'armes pour les maquis.

### LeXXIesiècle
L'Hermitage-Lorge et Plœuc-sur-Lié ont fusionné le 1er janvier 2016 pour former la deuxième commune nouvelle du département des Côtes-d'Armor : Plœuc-L'Hermitage.

## Héraldique
| Blason | Blasonnement : D'argent à la bande d'azur. |

## Politique et administration
| Période                                  | Période          | Identité         | Étiquette | Qualité     |
| ---------------------------------------- | ---------------- | ---------------- | --------- | ----------- |
| Les données manquantes sont à compléter. |                  |                  |           |             |
| mars 2001                                | 31 décembre 2015 | Françoise Le Fur | DVG       | Commerçante |

## Démographie
| 1793 | 1800 | 1806 | 1821  | 1831  | 1836  | 1841  | 1846  | 1851  |
| ---- | ---- | ---- | ----- | ----- | ----- | ----- | ----- | ----- |
| 871  | 747  | 909  | 1 058 | 1 190 | 1 140 | 1 245 | 1 336 | 1 269 |

| 1856  | 1861  | 1866  | 1872  | 1876  | 1881  | 1886  | 1891  | 1896  |
| ----- | ----- | ----- | ----- | ----- | ----- | ----- | ----- | ----- |
| 1 223 | 1 175 | 1 187 | 1 104 | 1 201 | 1 076 | 1 069 | 1 039 | 1 001 |

| 1901 | 1906 | 1911 | 1921 | 1926 | 1931 | 1936 | 1946 | 1954 |
| ---- | ---- | ---- | ---- | ---- | ---- | ---- | ---- | ---- |
| 955  | 958  | 925  | 767  | 762  | 720  | 674  | 680  | 660  |

| 1962 | 1968 | 1975 | 1982 | 1990 | 1999 | 2006 | 2011 | 2013 |
| ---- | ---- | ---- | ---- | ---- | ---- | ---- | ---- | ---- |
| 657  | 691  | 649  | 631  | 630  | 652  | 729  | 738  | 756  |

## Lieux et monuments
- Église Notre-Dame (1506-1658-1720), possède un tableau : « L'Assomption » du peintre briochin Raphaël Donguy daté de 1851.
- Château de Lorge.
- Forêt de Lorge.
- Croix Saint-Lambert, inscrite au titre des monuments historiques par arrêté du 14 avril 1930[11].

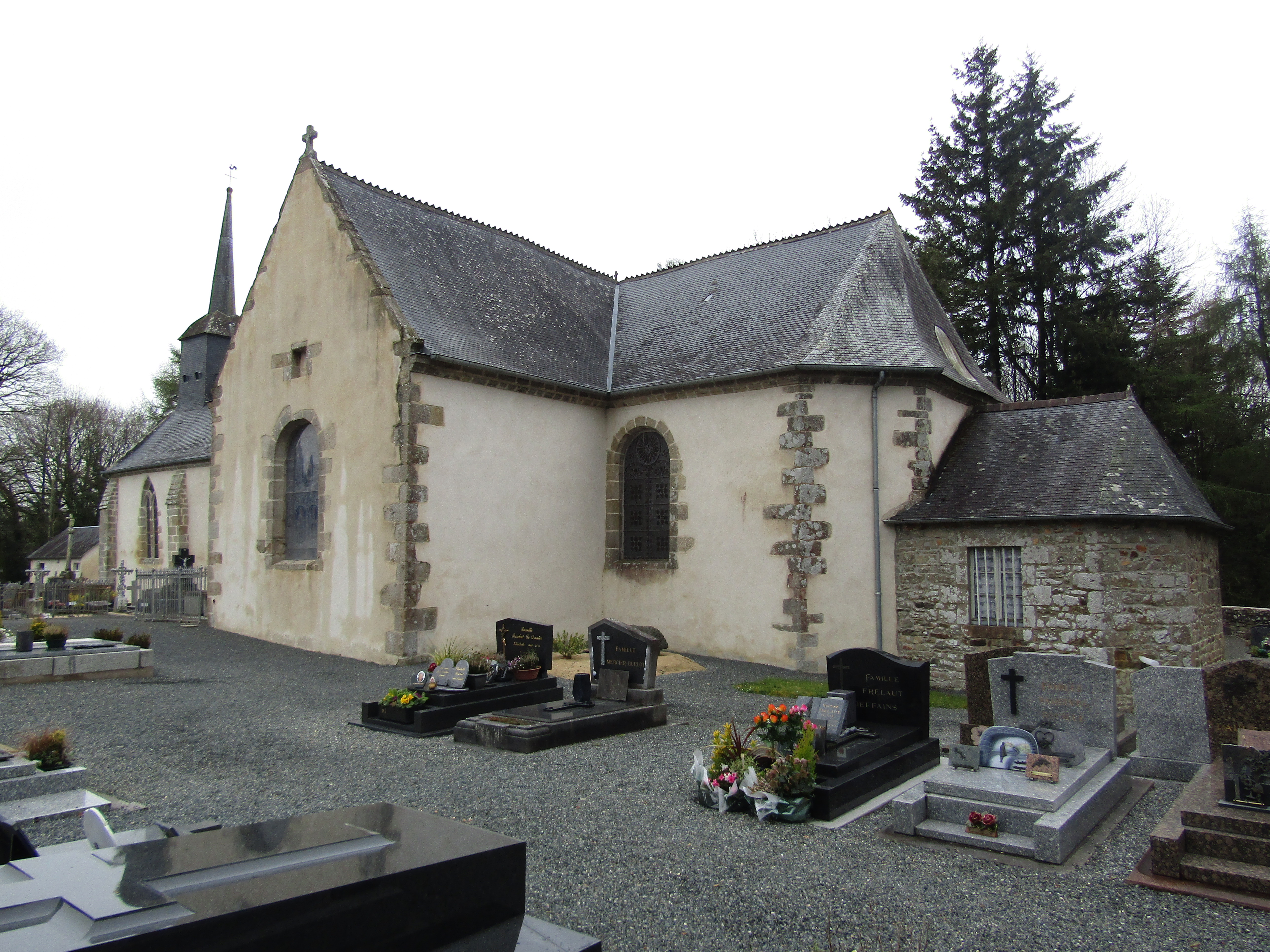
L'église Notre-Dame de L'Hermitage-Lorge.
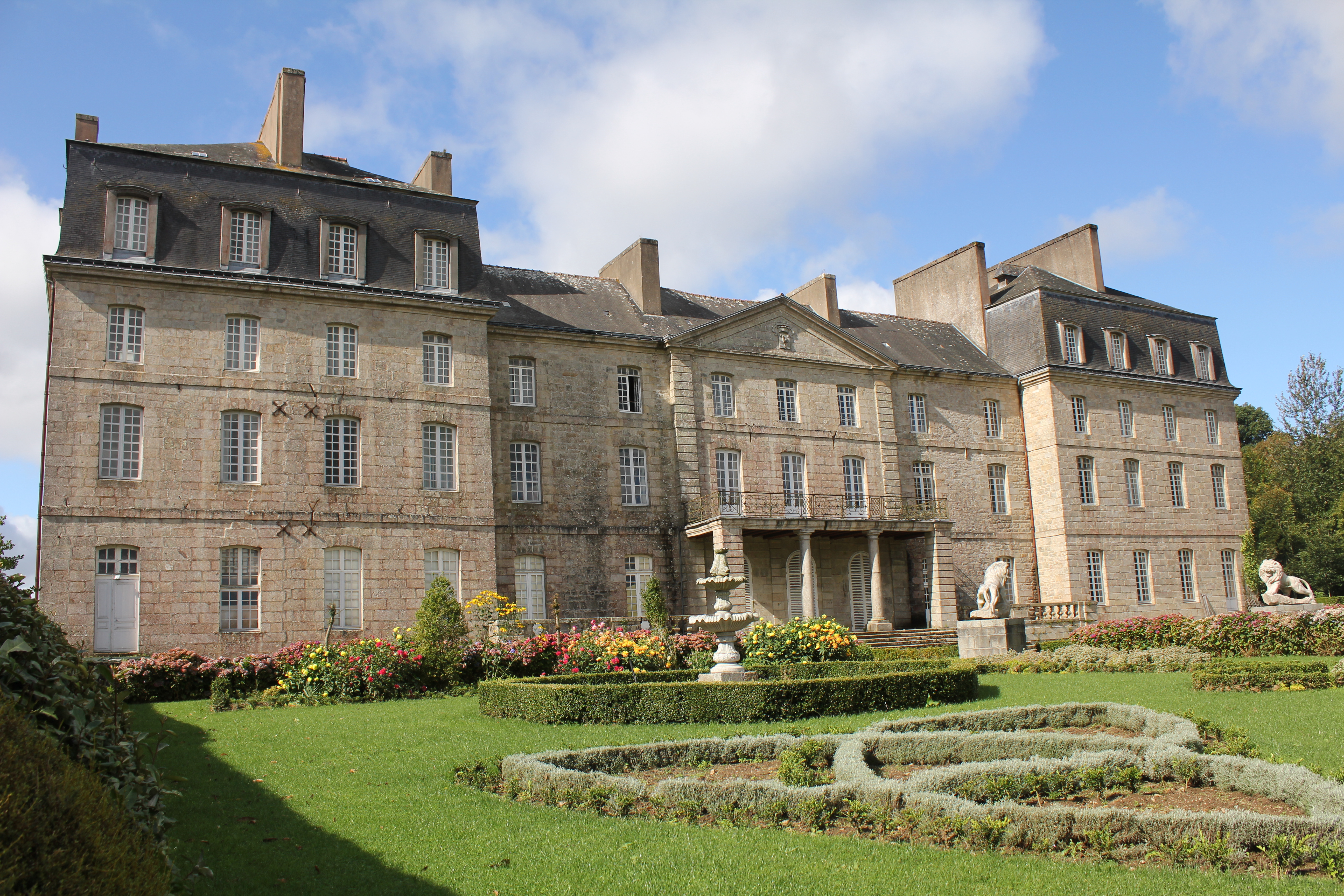
Le château de Lorge.
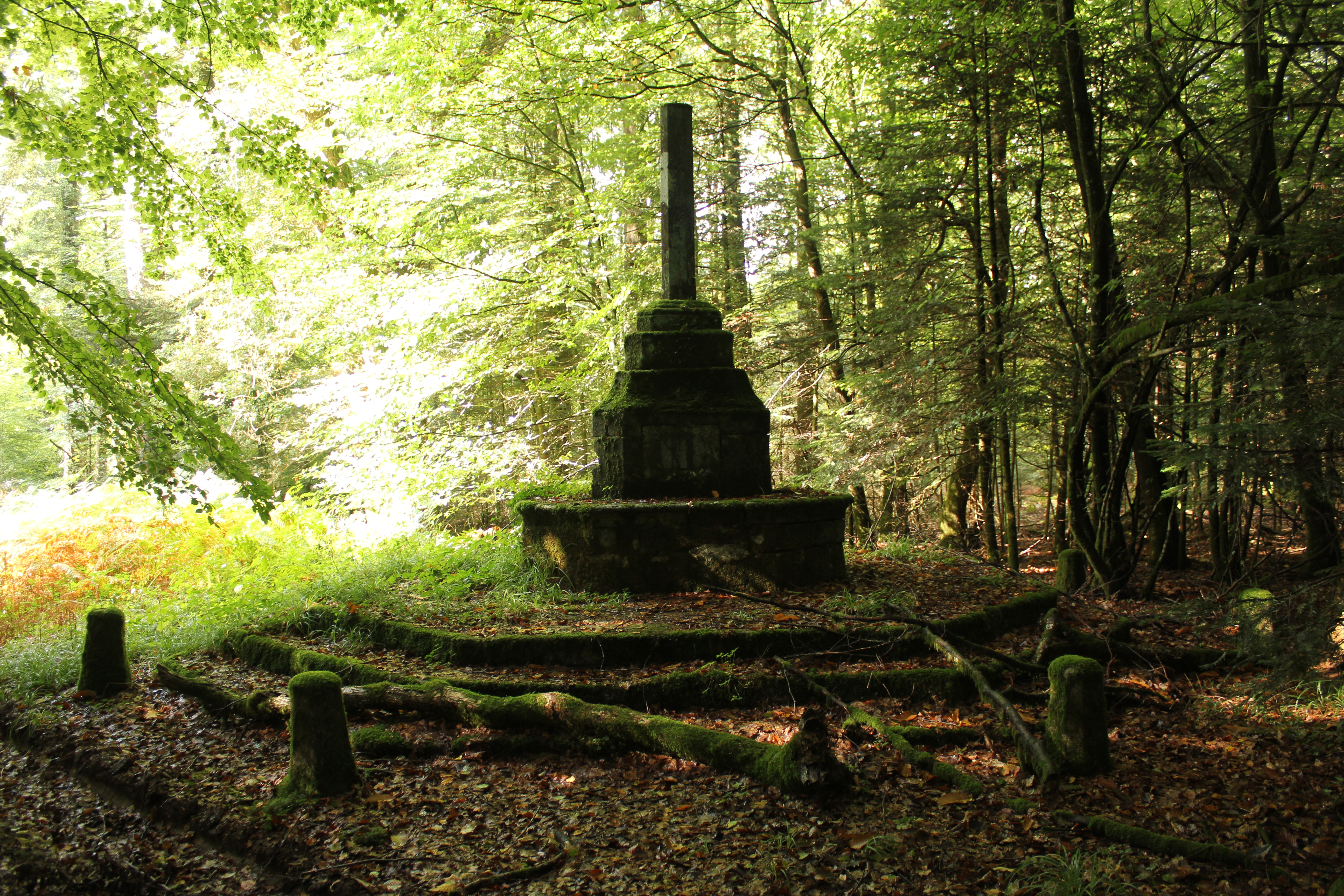
La croix-Saint-Lambert en forêt de Lorge.

## Personnalités liées à la commune
- Mireille Chrisostome, héroïne de la Résistance, exécutée dans la forêt de Lorge.